# Dominic West
Dominic West (* 15. října 1969, Sheffield) je anglický herec. Známý je svými rolemi ve filmech Hannibal - Zrození, 300: Bitva u Thermopyl nebo Úsměv Mony Lisy. První větší rolí mu byla postava hraběte z Richmondu ve filmové adaptaci Shakespearovy hry Richarda III. v roce 1995.